# Estació d'Estavar
L'Estació d'Estavar és un baixador de ferrocarril de la línia del Tren groc situat a 1.327,4 metres d'altitud, a prop de les localitats de Bajanda i Callastre, a la comuna d'Estavar, a l'Alta Cerdanya, de la Catalunya del Nord.
Està situada a l'extrem sud-oriental del terme comunal d'Estavar, al capdamunt -nord- d'un ampli i tancat revolt que traça la via fèrria en passar del fons de la Cerdanya, en el terme de Sallagosa, a l'altiplà del Coll de la Perxa. És en un despoblat a prop al sud-est de Bajanda i al sud de Callastre, més lluny a l'est-sud-est d'Estavar.
És entre les estacions de Sallagosa, situada a 1.306,7 metres d'altitud, i de Font-romeu, Odelló i Vià, a 1.533,4.
| Procedència/Destinació                  | <                        | Línia     | >          | Procedència/Destinació    |
| --------------------------------------- | ------------------------ | --------- | ---------- | ------------------------- |
| : Transport express régional            |                          |           |            |                           |
| Vilafranca de Conflent - Vernet - Fullà | Font-romeu, Odelló i Vià | Tren groc | Sallagossa | La Tor de Querol - Enveig |